# 1981 SE9
1981 SE9 är en asteroid i huvudbältet som upptäcktes den 24 september 1981 av Perth-observatoriet.
Asteroiden har en diameter på ungefär 3 kilometer och den tillhör asteroidgruppen Nysa.